# Christmas Cliffs
Die Christmas Cliffs sind zwei markante und nach Süden ausgerichtete Felsenkliffs an der Eights-Küste des westantarktischen Ellsworthlands. In den Jones Mountains ragen sie 3 km südsüdöstlich des Pillsbury Tower auf.
Teilnehmer einer von der University of Minnesota von 1960 bis 1961 unternommenen Expedition zu den Jones Mountains kartierten und benannten sie. Namensgebend war der Umstand, dass die Gruppe die Kliffs 1960 am ersten Weihnachtsfeiertag erreichten.